# طعمه‌دزدی

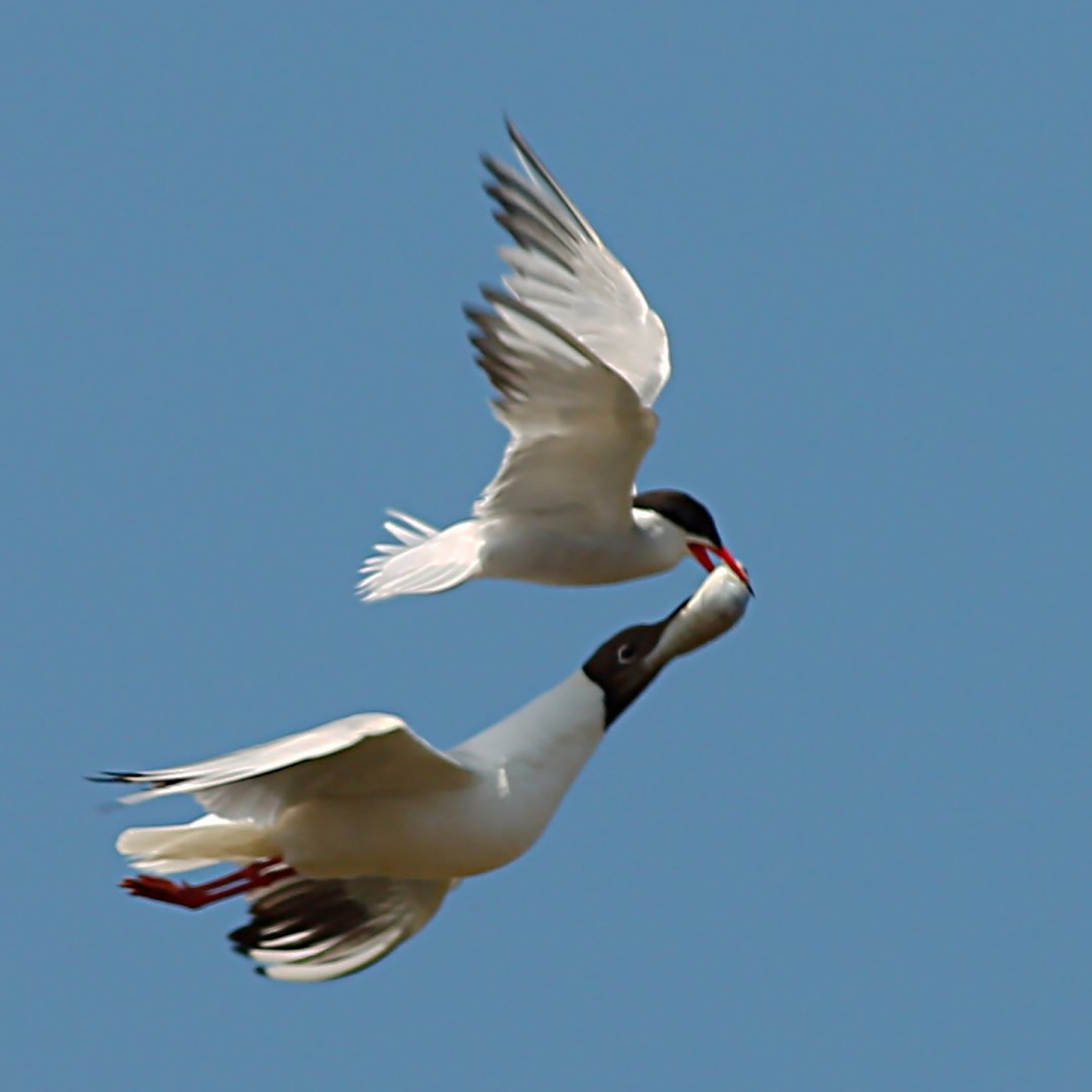
تصویر "Fight, lucha" ‌طور نمادین، پدیده kleptoparasitism یا طعمه‌دزدی را در محیط‌های طبیعی به تصویر می‌کشد، که رقابت بین‌گونه‌ای برای منابع غذایی و بقاء را برجسته می‌کند.

در جانورشناسی به حالتی که یک جانور از طریق قاپیدن و ربودن طعمه‌ای که توسط جانور دیگر شکار شده تغذیه کند طُعمه‌دزدی (Kleptoparasitism) یا طعمه‌ربایی می‌گویند. جانور طعمه‌دزد گاه به آشیانه دیگر جانوران نیز رفته و توشه و ذخیره غذایی را از آن آشیانه‌ها می‌دزدند که به این کار توشه‌دزدی یا توشه‌ربایی گفته می‌شود.
شیرها و کفتارهای خال‌دار معمولاً با یک‌دیگر رقابت طعمه‌دزدی دارند.
برخی پرنده‌های بزرگ‌جثه (مثل قاپوی دم‌پیچ) پرنده‌ای کوچک‌تر را دنبال می‌کنند تا این‌که پرنده کوچک طعمه و شکار خود را بیندازد و آن‌ها بتوانند آن را برداشته و بروند. برخی عنکبوت‌ها خود تار نمی‌تنند و به سراغ تار عنکبوت‌های دیگر رفته و طعمه‌های گیرافتاده در آن‌ها را می‌خورند. برخی مورچه‌ها نظیر مورچهٔ دزد Solenopsis molesta خود به دنبال غذا نمی‌گردد و غذای دیگر هم‌نوعانش را می‌دزدد.